# Associazione Sportiva Biellese 1978-1979
Questa voce raccoglie le informazioni riguardanti l'Associazione Sportiva Biellese nelle competizioni ufficiali della stagione 1978-1979.

## Rosa
| N. |                   | Ruolo | Calciatore        |
| -- | ----------------- | ----- | ----------------- |
|    | Italia (bandiera) | D     | Ambrogio Borghi   |
|    | Italia (bandiera) | D     | Maurizio Braghin  |
|    | Italia (bandiera) | P     | Sergio Caligaris  |
|    | Italia (bandiera) | C     | Antonio Capon     |
|    | Italia (bandiera) | D     | Stefano Capozucca |
|    | Italia (bandiera) | C     | Franco Conforto   |
|    | Italia (bandiera) | A     | Carlo Dionisio    |
|    | Italia (bandiera) | A     | Fabio Enzo        |
|    | Italia (bandiera) |       | Ferraretto        |

| N. |                   | Ruolo | Calciatore            |
| -- | ----------------- | ----- | --------------------- |
|    | Italia (bandiera) | D     | Enzo Francisetti      |
|    | Italia (bandiera) | C     | Salvatore Jacolino    |
|    | Italia (bandiera) | C     | Vincenzo Lamia Caputo |
|    | Italia (bandiera) | D     | Claudio Oliaro        |
|    | Italia (bandiera) | C     | Marino Palese         |
|    | Italia (bandiera) | C     | Silvano Pellerei      |
|    | Italia (bandiera) | P     | Luigi Reali           |
|    | Italia (bandiera) | D     | Mauro Sadocco         |
|    | Italia (bandiera) | A     | Giancarlo Schilirò    |

## Risultati

### Campionato

#### Girone di andata
| 1º ottobre 1978 ª giornata | Biellese | 2 – 0 | Modena |  |

| 8 ottobre 1978 2ª giornata | Como | 1 – 0 | Biellese |  |

| 15 ottobre 1978 3ª giornata | Biellese | 1 – 1 | Alessandria |  |

| 22 ottobre 1978 4ª giornata | Biellese | 0 – 0 | Novara |  |

| 29 ottobre 1978 5ª giornata | Padova | 1 – 3 | Biellese |  |

| 5 novembre 1978 6ª giornata | Biellese | 2 – 0 | Cremonese |  |

| 12 novembre 1978 7ª giornata | Juniorcasale | 1 – 0 | Biellese |  |

| 19 novembre 1978 8ª giornata | Biellese | 0 – 0 | Reggiana |  |

| 26 novembre 1978 9ª giornata | Forlì | 1 – 1 | Biellese |  |

| 3 dicembre 1978 10ª giornata | Biellese | 1 – 0 | Treviso |  |

| 10 dicembre 1978 11ª giornata | Trento | 1 – 1 | Biellese |  |

| 17 dicembre 1978 12ª giornata | Biellese | 1 – 1 | Piacenza |  |

| 30 dicembre 1978 13ª giornata | Triestina | 0 – 0 | Biellese |  |

| 7 gennaio 1979 14ª giornata | Spezia | 2 – 0 | Biellese |  |

| 14 gennaio 1979 15ª giornata | Biellese | 1 – 0 | Parma |  |

| 21 gennaio 1979 16ª giornata | Mantova | 0 – 0 | Biellese |  |

| 28 gennaio 1979 17ª giornata | Biellese | 2 – 1 | Lecco |  |

#### Girone di ritorno
| 4 febbraio 1979 17ª giornata | Modena | 1 – 1 | Biellese |  |

| 11 febbraio 1979 19ª giornata | Biellese | 1 – 1 | Como |  |

| 18 febbraio 1979 20ª giornata | Alessandria | 2 – 0 | Biellese |  |

| 25 febbraio 1979 21ª giornata | Novara | 1 – 1 | Biellese |  |

| 4 marzo 1979 22ª giornata | Biellese | 0 – 0 | Padova |  |

| 11 marzo 1979 23ª giornata | Cremonese | 3 – 1 | Biellese |  |

| 25 marzo 1979 24ª giornata | Biellese | 2 – 2 | Juniorcasale |  |

| 1º aprile 1979 25ª giornata | Reggiana | 0 – 0 | Biellese |  |

| 8 aprile 1979 26ª giornata | Biellese | 1 – 0 | Forlì |  |

| 22 aprile 1979 27ª giornata | Treviso | 1 – 0 | Biellese |  |

| 29 aprile 1979 28ª giornata | Biellese | 1 – 1 | Trento |  |

| 6 maggio 1979 29ª giornata | Piacenza | 3 – 1 | Biellese |  |

| 13 maggio 1979 30ª giornata | Biellese | 0 – 0 | Triestina |  |

| 20 maggio 1979 31ª giornata | Biellese | 0 – 0 | Spezia |  |

| 27 maggio 1979 32ª giornata | Parma | 3 – 0 | Biellese |  |

| 3 giugno 1979 33ª giornata | Biellese | 2 – 2 | Mantova |  |

| 9 giugno 1979 34ª giornata | Lecco | 0 – 0 | Biellese |  |